# Василёк Франции
Василёк Франции (фр. Bleuet de France, подразумевается василёк синий) — символ памяти жертв Первой мировой войны, а впоследствии — жертв всех военных и гражданских вооружённых конфликтов во Франции. Официально продаётся к датам 11 ноября и 8 мая каждого года благотворительной организацией Bleuet de France; собранные средства поступают в фонд помощи бывшим участникам сражений, вдовам и детям погибших солдат, раненым и жертвам терроризма.
Идея использовать синий василёк как символ памяти принадлежит главной медицинской сестре парижского Дома инвалидов Сюзанне Ленар. Будучи постоянной свидетельницей немыслимых страданий раненых, видя уходящие на фронт колонны молодых солдат в новой голубой защитной униформе, получивших во Франции прозвище «васильки» (bleuets), и слыша рассказы выздоравливающих о том, что Ничья Земля не родит ничего, кроме васильков и маков, Сюзанна вдохновилась военным стихотворением Альфонса Бургуана «Васильки Франции» (1916).
В 1916 году овдовевшая годом ранее (её муж, капитан Колониальных войск Франции, погиб на Западном фронте) Ленар при помощи сестры своего начальника — Шарлотты Малетер, сестры и жены французских генералов: директора Дома инвалидов Гюстава Нуа и инвалида-ампутанта Великой войны Габриэля Малетера, — создала памятную брошь в виде символического изображения полевого василька.
Первоначально броши делались самими выздоравливающими солдатами из обычной цветной бумаги — и продавались публике за небольшую плату. Деньги шли на помощь раненым и реабилитирующимся после ранений.
15 сентября 1920 года президент французского Союза инвалидов Луи Фонтенай предложил сделать «Василёк Франции» вечным символом памяти павших за Родину.
В 1928 году президент Республики Гастон Думер взял «Василёк Франции» под постоянное президентское покровительство, тем самым способствовав распространению его популярности. Ко Дню памяти 1934 года брошь купили 128 тысяч человек. С 1935 года продажи «синих васильков» осуществляются централизованно, под контролем государства.
Первоначально знак был приурочен ко Дню памяти — 11 ноября каждого года, в честь окончания Первой мировой войны. С 1957 года знак также используется при подготовке и проведении мероприятий, связанных с Днём победы в Европе (отмечается 8 мая).
В 2018 году Национальный банк Франции выпустил в обращение памятную монету 2 евро с изображением «Василька Франции».